# Roger Avermaete

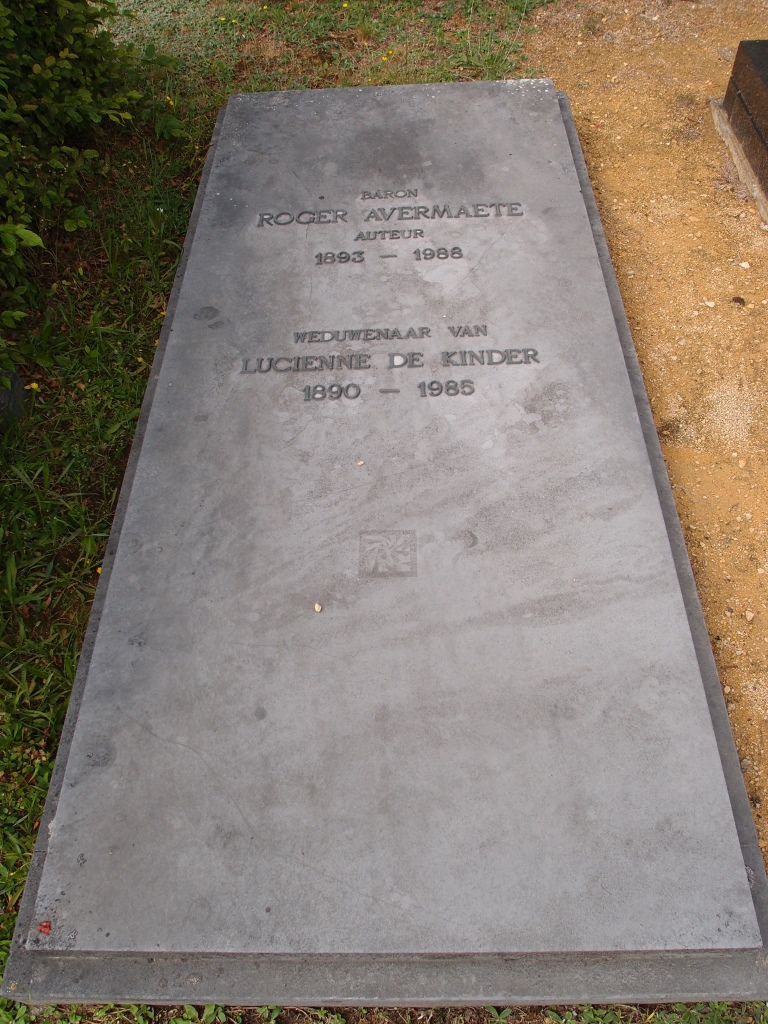
Het graf van Roger Avermaete

Roger Avermaete (Antwerpen, 27 oktober 1893 - 15 september 1988) was een Belgisch overwegend Franstalig schrijver, romancier, dramaturg, essayist, kunstcriticus, tekenaar en pedagoog.

## Levensloop
In 1919 stichtte Avermaete met enkele avant-garde-intellectuelen de groep Lumière (1919-1940). Hij werd de directeur van het tijdschrift Lumière en van de uitgeverij Lumière. Hij was ook de stichter in 1926 en de directeur van de School voor kunstambachten. Hij was tot aan zijn pensioen bestuurssecretaris bij het OCMW van Antwerpen.
Hij werd lid van de Institut de France en van de Koninklijke Academie voor Wetenschappen, Letteren en Schone Kunsten van België. Hij schreef een honderdtal werken. Hij was een van de eersten om een monografie te wijden aan de Mechelse schilder en beeldhouwer Rik Wouters.
In de jaren 1950 organiseerde hij een jaarlijks dansfestival in Antwerpen. In 1968 was hij een van de stichters van de Christoffel Plantin Prijs, die in 2015 voor de vierenveertigste keer werd uitgereikt.
In 2007 verwierf de Erfgoedbibliotheek Hendrik Conscience een gedeelte van de bibliotheek van Roger Avermaete.
Antwerpen eerde hem door naamgeving aan het 'Hoger Instituut Roger Avermaete'.
Zijn zoon, Alain Avermaete (pseudoniem Alain Germoz), journalist en romancier, overleed in 2013 en was toen 92.

## Publicaties
- De oorlog van de koe, satirische komedie, Deurne, 1915.
- La Conjuration des chats, met illustraties door Joris Minne, Antwerpen, Lumière, 1920.
- La Légende du petit roi.
- Le plus heureux des hommes.
- La Gravure Sur Bois Moderne De L'Occident, Parijs, Dorbon Aîné, 1928.
- Guillaume le Taciturne, 1941.
- L'homme est bête et l'a toujours été.
- James Ensor, 1947.
- Herinneringen uit het kunstleven 1918-1940, Deel I, 1952.
- Rembrandt et son temps, 1953.
- Merkwaardigheden van de Commissie van Openbare Onderstand van Antwerpen, 1955.
- Rik Wouters, uitgeverij Arcade, 1962. Frans en Nederlandse uitgave.
- Nouvelle Histoire de Belgique, Arcade, 1971.
- Masereel, De Arbeiderspers & Mercatorfonds, Antwerpen, 1975.
- Le petit Rubens et son temps, Arcade, Brussel, 1977.